# Gran Premio Velo Erciyes
El Gran Premio Velo Erciyes (oficialmente: Grand Prix Velo Erciyes) es una carrera de ciclismo en ruta de un día que se celebra en el mes de septiembre en Turquía.
La primera edición se corrió en 2019 como parte del UCI Europe Tour y fue ganada por el ciclista turco Onur Balkan.

## Palmarés
| Año  | Ganador        | Segundo            | Tercero           |
| ---- | -------------- | ------------------ | ----------------- |
| 2019 | Onur Balkan    | Patrik Tybor       | Stanislau Bazhkou |
| 2020 | Vitaliy Buts   | Oleksandr Golovash | Elchin Asadov     |
| 2021 | Azzedine Lagab | Yauhen Sobal       | Dzianis Mazur     |

## Palmarés por países
| País    | Victorias |
| ------- | --------- |
| Turquía | 1         |
| Ucrania | 1         |
| Argelia | 1         |